# Richard Lane
Richard "Dick" Lane, (Rice Lake, 28 de maio de 1899 - Newport Beach, 5 de setembro de 1982) foi um locutor, ator e apresentador de televisão estadunidense.

## Biografia
Lane nasceu em 1899 em Rice Lake, Wisconsin, em uma família de fazendeiros. Na adolescência, trabalhou em circos pela Europa e como baterista em turnê com uma banda na Austrália. Após o declínio do vaudeville, se aventurou no cinema e ficou conhecido na época por interpretar o Inspetor John ou William Faraday ou Farraday (dependendo do filme) em todos os catorze filmes policiais da Columbia Pictures dirigidos por Lew Landers estrelando Chester Morris como Boston Blackie.
Durante a Segunda Guerra Mundial, apareceu como mestre de cerimônias da United Service Organization (uma organização de apoio aos militares recrutados durante a guerra) entretendo soldados. Devido ao seu trabalho na Paramount Pictures, Lane conseguiu trabalho na KTLA, que era propriedade do estúdio na época. Quando a emissora foi licenciada para transmissão comercial em 1947, Lane começou a trabalhar como apresentador de notícias. Um dos primeiros destaques de sua carreira foi relatar a primeira explosão atômica coberta por um noticiário de televisão. Quando o KTLA começou com a exibição de luta livre em 1946, Lane foi contratado como comentarista.
Depois que se aposentou em 1972, ele aceitou poucas ofertas de trabalho, mas fez uma aparição notável no filme Kansas City Bomber estrelado por Raquel Welch.

## Morte
Lane morreu em Newport Beach, Califórnia, em 5 de setembro de 1982. Em 1996, foi introduzido postumamente no Wrestling Observer Newsletter Hall of Fame.

## Filmografia
- The Woman I Love (1937) como Namorado de Florence (sem créditos)
- The Outcasts of Poker Flat (1937) como 'High-Grade'
- You Can't Buy Luck (1937) como Detetive Mac McGrath
- There Goes My Girl (1937) como Editor Tim J. Whelan
- You Can't Beat Love (1937) como Homem de Gelo (sem créditos)
- New Faces of 1937 (1937) como Broker Harry Barnes
- Super-Sleuth (1937) como Motorista de ônibus turístico
- Flight From Glory (1937)[9] como Sr. Hanson
- The Life of the Party (1937) como Gerente do hotel
- Should Wives Work? (1937, Curta-metragem)
- Saturday's Heroes (1937) como Red Watson
- Danger Patrol (1937) como Bill
- Hitting a New High (1937) como Proprietário da Boate Chez Suzette (sem créditos)
- Wise Girl (1937) como Detetive
- Crashing Hollywood (1938) como Hugo Wells
- Everybody's Doing It (1938) como Steve Devers
- Radio City Revels (1938) como Crane
- Bringing Up Baby (1938) como Gerente do circo (sem créditos)
- Maid's Night Out (1938) como Barker for Octopus Concession (sem créditos)
- This Marriage Business (1938) como Joe Selby
- Go Chase Yourself (1938) como Nails
- Joy of Living (1938) como Harvey (sem créditos)
- Blind Alibi (1938) como Bowers
- I'm from the City (1938) como Capitão Oliver 'Ollie' Fitch
- Carefree (1938) como Henry - Chefe de mesa do clube de campo (sem créditos)
- Mr. Doodle Kicks Off (1938) como Treinador assistente 'Offsides' Jones
- Exposed (1938) como Tony Mitchell
- His Exciting Night (1938) como Homer Carslake
- The Last Warning (1938) como Steve Felson
- Charlie Chan in Honolulu (1938) como Joe Arnold
- Mr. Moto in Danger Island (1939) como Comissário Gordon
- Union Pacific (1939) como Sam Reed
- For Love or Money (1939) como Foster
- It Could Happen to You (1939) como Promotor Gibson
- Unexpected Father (1939) como Leo Murphy - Agente de reservas
- Stronger Than Desire (1939) como Jerry Brody
- News Is Made at Night (1939) como Barney Basely
- Mutiny on the Blackhawk (1939) como Kit Carson
- The Day the Bookies Wept (1939) como Ramsey Firpo
- Hero for a Day (1939) como Abbott
- The Escape (1939) como David Clifford
- Sued for Libel (1939) como Smiley Dugan
- Drunk Driving (1939, Cruta-metragem) como Rick
- Main Street Lawyer (1939) como Ballou, advogado do Marco
- The Amazing Mr. Williams (1939) como Reagan (sem créditos)
- Nick Carter, Master Detective (1939) como Sam Vaughn (sem créditos)
- City of Chance (1940) como Marty Connors
- Free, Blonde and 21 (1940) como Tenente Lake
- Two Girls on Broadway (1940) como Buddy Bartell
- Sandy Is a Lady (1940) como Philip Jarvis
- The Biscuit Eater (1940) como Harvey McNeil
- Brother Orchid (1940) como Mugsy O'Day
- Boom Town (1940) como Procurador Distrital Adjunto
- Hired Wife (1940) como McNab
- The Bride Wore Crutches (1940) como Bill Daly
- Yesterday's Heroes (1940) como Cleats Slater
- Margie (1940) como Sr. Dixon
- Youth Will Be Served (1940) como Sr. Hewitt
- Ride, Kelly, Ride (1941) como Dan Thomas
- Meet the Chump (1941) como Slugs Bennett
- Meet Boston Blackie (1941) como Inspetor John Farraday
- A Girl, a Guy, and a Gob (1941) como Oficial de recrutamento
- The Penalty (1941) como Craig
- I Wanted Wings (1941) como Comandante de Voo
- The Cowboy and the Blonde (1941) como Gilbert
- Sunny (1941) como Repórter
- Time Out for Rhythm (1941) como Mike Armstrong
- For Beauty's Sake (1941) como Sr. Jackman
- Tight Shoes (1941) como Allan McGrath
- San Antonio Rose (1941) como Charles J. Willoughby
- Navy Blues (1941) como 'Rocky' Anderson
- Man at Large (1941) como Editor Grundy
- Riders of the Purple Sage (1941) como Steve Oldring
- Confessions of Boston Blackie (1941) como Inspetor John Farraday
- Hellzapoppin' (1941) como Diretor
- Ride 'Em Cowboy (1942) como Pete Conway (sem créditos)
- Butch Minds the Baby (1942) como Harry the Horse
- To the Shores of Tripoli (1942) como Tenente
- Junior G-Men of the Air (1942, Seriado) como Agent Don Ames
- Alias Boston Blackie (1942) como Inspetor John Farraday
- Drums of the Congo (1942) como Coutlass
- Dr. Broadway (1942) como Sargento de polícia Patrick Doyle
- A-Haunting We Will Go (1942) como Phillips
- Boston Blackie Goes Hollywood (1942) como Inspetor John Farraday
- Time to Kill (1942) como Tenente Breeze
- Arabian Nights (1942) como Cabo
- Air Force (1943) como Major W.G. Roberts
- It Ain't Hay (1943) como Slicker
- After Midnight with Boston Blackie (1943) como Inspetor John Farraday
- Swing Your Partner (1943) como Sr. Lane
- Fired Wife (1943) como Orin Tracy
- Thank Your Lucky Stars (1943) como Barney Johnson (sem créditos)
- Corvette K-225 (1943) como Vice Admiral
- Crazy House (1943) como S. E. Hanley
- The Chance of a Lifetime (1943) como Inspetor John Farraday
- Gung Ho! (1943) como Capitão Dunphy
- Slightly Terrific (1944) como Mike Hamilton
- Bermuda Mystery (1944) como Detetive Sergeant Donovan
- Take It Big (1944) como Eddie Hampton
- Louisiana Hayride (1944) como J. Huntington McMasters
- Mr. Winkle Goes to War (1944) como Sgt. 'Alphabet' Czeidrowski
- A Wave, a WAC and a Marine (1944) como Marty Allen
- One Mysterious Night (1944) como Inspector John Farraday
- Bowery to Broadway (1944) como Walter Rogers
- Brazil (1944) como Edward Graham
- What a Blonde (1945) como Pomeroy
- Here Come the Co-Eds (1945) como Near-sighted Man at Ballroom
- Two O'Clock Courage (1945) como Al Haley
- The Horn Blows at Midnight (1945) como Furness - Locutor de rádio (sem créditos)
- Boston Blackie Booked on Suspicion (1945) como Inspetor John Farraday
- The Bullfighters (1945)[10] como 'Hot Shot' Coleman
- Wonder Man (1945) como Procurador Distrital Adjunto
- Boston Blackie's Rendezvous (1945) como Inspetor John Farraday
- Sing with the Stars (1945, Curta-metragem) como Ele mesmo
- Girl on the Spot (1946) como 'Weepy' McGurk
- A Close Call for Boston Blackie (1946) como Inspetor John Farraday
- Talk About a Lady (1946) como Duke Randall
- The Phantom Thief (1946) como Inspetor John Farraday
- Pardon My Terror (1946, Curta-metragem)[11] as Dick
- Gentleman Joe Palooka (1946) como Phillips
- Sioux City Sue (1946) como Jefferson Lang
- Boston Blackie and the Law (1946) como Inspetor John Farraday
- Song of Scheherazade (1947) como Tenente
- Hit Parade of 1947 (1947) as Diretor Serial
- Out of the Blue (1947) como Detetive Noonan
- Devil Ship (1947) como Capt. 'Biff' Brown
- Tenth Avenue Angel (1948) como Vendedor de rua
- The Return of the Whistler (1948) como Gaylord Traynor
- Trapped by Boston Blackie (1948) como Inspetor John Farraday
- The Babe Ruth Story (1948) como Treinador do Boston Braves
- The Creeper (1948) como Insp. Fenwick
- He's in Again (1949, Curta-metragem) como Dick
- Miss Mink of 1949 (1949) como Herbert Pendelton
- Boston Blackie's Chinese Venture (1949) como Inspetor John Farraday
- Take Me Out to the Ball Game (1949) como Michael Gilhuly
- Mighty Joe Young (1949) como Procurador da cidade (sem créditos)
- That Midnight Kiss (1949) como Radio D.J. (sem créditos)
- The Big Wheel (1949) como Reno Riley
- There's a Girl in My Heart (1949) como Sargento Mullin
- Quicksand (1950) como Tenente Nelson
- Everybody's Dancin' (1950) como Coronel Ed Harrison
- The Jackie Robinson Story (1950) como Clay Hopper, Gerente de Montreal
- The Admiral Was a Lady (1950) como Marty Gruber
- I Can Get It for You Wholesale (1951) como Kelley
- Visit to a Small Planet (1960) como Porta-voz (sem créditos)
- The Killers (1964) como Locutor do Demolition Derby (sem créditos)
- Dear Brigitte (1965) como Locutor (sem créditos)
- Kansas City Bomber (1972) como Len
- The Shaggy D.A. (1976) como Locutor
- The One and Only (1978) (sem créditos) (último papel no cinema)